# پاسکال بویر
پاسکال بویر (به فرانسوی: Pascal Boyer) انسان‌شناس فرانسوی، و استاد دانشگاه واشینگتن در سن‌لوئیس است. او دریافت‌کننده جایزه گوگنهام است.
او طرفدار این ایده است که غریزههای انسانی پایه‌های نظریه ذهن شهودی را می‌سازند که راهنمای ما در اخلاق، روابط اجتماعی و تمایل به اعتقادات مذهبی است. بویر و دیگران پیشنهاد می‌کنند که این سیستم‌های روانی، درونی یا فطری هستند و انسان را مستعد به قبول جنبه‌های فرهنگی خاص مثل اعتقاد به موجودات فراطبیعی می‌کنند.
بویر پژوهش‌های طولانی‌مدت قوم‌نگاری در آفریقا انجام داده‌است، که در آنها انتقال حماسهها به طریق شفاهی را مورد مطالعه قرار داده‌است.
کتاب تشریح دین نوشتهٔ اوست.